# 에르네스토 테오도로 모네타

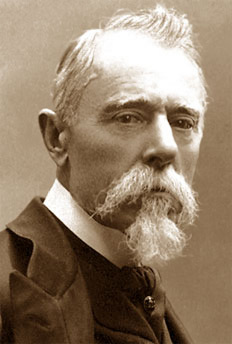
에르네스토 테오도로 모네타

에르네스토 테오도로 모네타(Ernesto Teodoro Moneta, 1833년 9월 20일 ~ 1918년 2월 10일)는 이탈리아의 언론인, 민족주의자, 평화주의자로, 1907년 루이 르노와 함께 노벨 평화상을 수상했다.
15세 때인 1848년 오스트리아의 이탈리아 지배를 반대하는 밀라노 5일 봉기에 가담한 이후 이브레아 육군 사관 학교를 졸업했다. 1859년 주세페 가리발디가 이끄는 천인대 가운데 한 사람으로 참가했으며 1866년 이탈리아-오스트리아 전쟁에 참전했다.
1867년부터 1896년까지 밀라노에서 발행된 민주주의적 신문인 《세기 (Il Secolo)》의 편집장을 지냈으며 1887년 롬바르디아 평화 중재 연맹(Unione Lombarda per la Pace e l'Arbitrato)을 설립했다.
1907년 루이 르노와 함께 노벨 평화상을 수상했지만 1912년 이탈리아-투르크 전쟁을 지지했으며 1915년에는 이탈리아의 제1차 세계 대전 참전을 주장하는 등 민족주의 성향을 드러내기도 했다.